# 弗魯特瓦利 (紐約州)
弗魯特瓦利（英語：Fruit Valley）是位於美國紐約州奧斯威戈縣的非建制地區。

## 歷史
弗魯特瓦利的郵局於1879年設立，其後於1905年停運。

## 地理
弗魯特瓦利所處的海拔為高於海平面82米（即269英呎），而該地所採用的時區為UTC-5，即北美东部时区（EST）。同時該地設有夏令時間，為UTC-5調快一小時，即UTC-4（EDT）。